# Pasziánsz

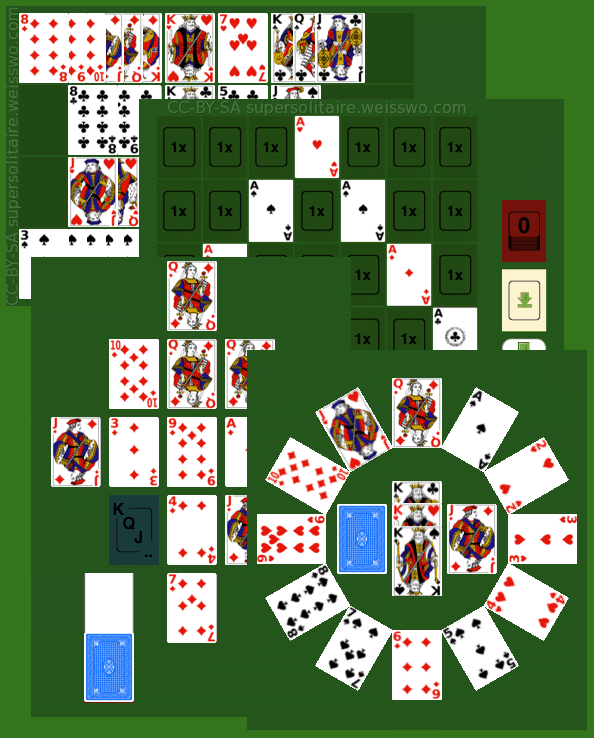
Négy példa a pasziánszok sokféleségére

A pasziánsz az egyszemélyes kártyajátékok családja. Nagyon sok fajtája van, de a játék lényege mindegyiknél az, hogy a kártyákat véletlenszerű leosztással valamilyen rendben az asztalra helyezzük, majd pontos szabályok betartása mellett ezeket megpróbáljuk egy másik rendbe áthelyezni, egyszerre egy vagy több lapot mozgatva. 
Az alapelrendezés és a szabályok határozzák meg annak a valószínűségét, hogy az átrendezést végig tudjuk-e vinni, így vannak könnyebb és nehezebb játékváltozatok.
A játékcsalád neve a francia patience (ejtsd: pasziansz) szóból ered, amelynek jelentése 'türelem, kitartás'. Európában ugyanez a szó angolul (ejtsd: péjsönsz) is használható a játékra, míg az amerikai angolban a játékot elsősorban solitaire (ejtsd: szoliter) néven ismerik. Ennek a szintén francia szónak az eredeti jelentése 'magányos, egyedüli'. Félreértést okozhat, hogy máshol solitaire a neve egy szintén egyszemélyes logikai játéknak, amelyben fatáblán elrendezett golyókat kell rakosgatva levenni.
A pasziánszhoz 52 lapos francia kártyát szokás használni, egy vagy két csomagot, a dzsóker lapokat ilyenkor félreteszik.
A pasziánszjáték nincs rokonságban a kártyavetéssel, más néven kártyajóslással. A pasziánsz egy időtöltésül választott játék, amely a 18. században, Franciaországban vált úri divattá, onnan érkezett hozzánk a 19. század közepén.
A játék feléledésének jele volt, hogy az 1980-as évek elején az első házi számítógépekre már készült néhány pasziánszprogram, a széles körben újbóli ismertté válásához pedig nagyban hozzájárult az, hogy a Microsoft Windows operációs rendszerek sokáig alapkiegészítőként tartalmaztak egy számítógépes programot, "Pasziánsz" néven (ez valójában a Klondike pasziánsz). A Klondike pasziánsz abszolút klasszikusnak számít a pasziánsz játékok közt. A játék célja, hogy egy pakli kártya négy halomba legyen rendezve, melyek mindegyike egy kártyasorból áll, érték szerint rendezve.
A játék számítógépen történő játszásának előnyei közé tartozik, hogy nem kell hozzá asztalnyi sima felületet találni, és a kártyacsomag keverése is gyors és hatékony; nem utolsósorban pedig nem lehet benne csalni. Ugyanakkor ma is kaphatók kifejezetten pasziánszozáshoz való, kis méretű lapokból álló kártyacsomagok is, azoknak, akik élvezni akarják az asztalon játszás hangulatát.

## Fogalmak

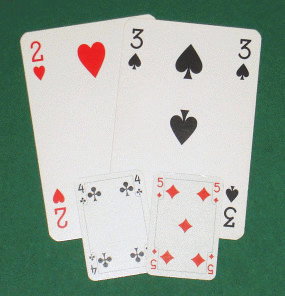
Normál méretű lapok és pasziánszkártyák

A pasziánszokban a kezdőálláshoz a megkevert csomagból véletlenszerűen leosztott lapokat kell az asztalra elhelyezni, egyedi alakzatban, de egyes játékokban megadott kártyalapokat kell a csomagból kivenni és letenni. Ezeket a lapokat általánosságban tabló, asztal vagy tábla néven emlegetik. Az osztás után megmaradt lapok csomagja a talon.
Azt a területet, illetve azokat a lapokat, amelyekre az átrendezés során a többi lapot összegyűjteni fogjuk, a halom, ház vagy oszlop, esetleg csak annyit ad meg a leírás, hogy "az ászokra" kell a lapokat felhalmozni. Ha a játék megenged egy külön területet, ahová a szabad mozgás érdekében átmenetileg elhelyezhetünk lapokat, akkor ezt, illetve az ide került lapokat nevezik segédtalonnak.
Azokban a pasziánszokban, amelyekben van talon, gyakran része a szabályoknak, hogy a képpel lefelé fordított csomag a tetejéről egyenként veszünk le lapokat, és ha ezt a lapot felhasználni nem tudjuk, akkor a talon mellé letesszük, a szabálynak megfelelően képpel felfelé vagy lefelé, egy másik csomagot építve. Ezt hívják a talon átlapozásának. Egyes játékokban a talon többször is átlapozható.
Jelentősége van a kártyák értéksorrendjének is, amely a hagyományos: 2, 3, 4, 5, 6, 7, 8, 9, 10, J, Q, K. Az ász helye a sorban a játékváltozat szabályához igazodóan lehet a sor eleje vagy vége is, esetleg mindkettő. 
A játék végén az eredményt nem szokás pontozni, részleteiben értékelni, csak annyit állapítunk meg, hogy "a pasziánsz sikerült" vagy nem sikerült.

## Adalékok
Ritkaság, de létezik kétszemélyes pasziánsz is, ilyen például a sikanőz. 
Pasziánszozni valójában nem csak kártyával lehet. A madzsong néven, szintén az 1980-as évek elejétől, programok révén ismertté vált egyszemélyes játék jellege teljesen megfelel a pasziánszoknak, csak kártya helyett a népszerű négyszemélyes játékban használt kövekkel játsszák.

## Lásd még
- Pasziánszok kategória

## Külső hivatkozások
- pasziansz.lap.hu
- solitaires.com/hu/
- Böngészőben játszható pasziánszok (0v.hu)